# Хоисдорф
Хоисдорф (њем. Hoisdorf) општина је у њемачкој савезној држави Шлезвиг-Холштајн. Једно је од 55 општинских средишта округа Штормарн. Према процјени из 2010. у општини је живјело 3.418 становника. Посједује регионалну шифру (AGS) 1062035.

## Географски и демографски подаци
Хоисдорф се налази у савезној држави Шлезвиг-Холштајн у округу Штормарн. Општина се налази на надморској висини од 58 метара. Површина општине износи 16,0 km². У самом мјесту је, према процјени из 2010. године, живјело 3.418 становника. Просјечна густина становништва износи 213 становника/km².